# 丹尼·格林
丹尼爾·理查德·格林（英語：Danny Richard Green，1987年6月22日—）為已退役美國職業籃球運動員，外號「聖堂射手」、「小綠」，於2009年NBA選秀中第二輪第四十六順位被克里夫蘭騎士選中。他是NBA歷史上第二位，在三支不同球隊奪冠的球員。曾效力休士頓火箭的傑拉德·格林是他的堂哥。
大學時期就讀於北卡羅來納大學教堂山分校，並曾代表北卡羅來納大學教堂山分校柏油腳跟隊參加比賽，期間隨隊榮獲NCAA總冠軍並入選ACC最佳陣容第三隊和ACC最佳防守陣容，格林也是大西洋沿岸聯盟歷史上唯一一名取得1000分、500個籃板、250次助攻，150顆三分球、150次阻攻和150次抄截的球員。
大四賽季結束後，格林宣布參加2009年NBA選秀，於第二輪第四十六順位被克里夫蘭騎士選中。在2013年NBA總決賽中，格林創下總決賽最高的三分球命中率紀錄，但仍敗於邁阿密熱火。隔年，格林幫助聖安東尼奧馬刺贏得隊史第五座總冠軍，他也成為北卡羅來納大學教堂山分校柏油腳跟隊自詹姆士·沃錫和麥可·喬丹之後，第三位同時獲得NCAA總冠軍和NBA總冠軍的隊員。
格林以強悍防守和精準的三分命中率聞名，他在整個職業生涯當中一直都是球隊防守端的關鍵貢獻者，曾於2016–17賽季入選NBA最佳防守陣容第二隊。
2020年9月30日，格林在對陣邁阿密熱火的總決賽中，命中了三顆三分球，超越了湖人傳奇科比·布萊恩特和德里克·費捨爾，在總決賽三分榜排名第七位。

## 高中時期
格林高中就讀於紐約州北巴比倫當地的北巴比倫高中。除了籃球之外，他也加入了學校的橄欖球隊，並且出任球隊的四分衛。在升上高二的時候，格林轉學至曼哈西特的的私立學校－聖瑪麗高中。
在高四賽季中，格林場均能得到20分、10籃板、4助攻以及4阻攻。他被Rivals.com評價為四星級的球員。

## 大學生涯
2005年，丹尼·格林進入北卡羅來納大學教堂山分校，並代表北卡羅來納大學教堂山分校柏油腳跟隊參加比賽。
在大一賽季中，作為一名優秀的第六人，格林主要以替補球員身分出場。之後他在大二賽季場均能取得5.2分和2.8籃板，但時任體育教師的父親因捲入一樁嚴重的毒品案件而遭受了牢獄之災。格林承受著巨大的壓力，且幾乎退隊，他也認真考慮過轉學的問題，但最終在球隊教練羅伊·威廉斯（Roy Williams）的苦勸下留了下來。格林在接下來的兩個賽季中逐漸改善他的缺點，表現亦持續進步。
格林在大三賽季場均出場22.3分鐘，能得到11.5分、4.9籃板、2.0助攻、1.9失誤、1.2抄截以及1.2阻攻。他的投籃命中率也有了顯著的提升，來到了46.9%，罰球命中率達到87.3%，至於三分球命中率則高達37.3%。
大三賽季結束後，格林認為自己已有資格參加2008年NBA選秀大會，但他在深思熟慮後仍決定隨北卡羅來納大學教堂山分校柏油腳跟隊征戰最後一年的賽季。格林場均上場27.4分鐘，能夠攻下13.1分、4.7籃板、2.7助攻、1.7失誤、1.8抄截以及1.3阻攻。他的投籃命中率也再次提高為47.1%。賽季結束後，格林入選ACC最佳陣容第三隊和ACC最佳防守陣容。

### 大學統計數據
| 賽季    | 大學           | 上場次數 | 先發次數 | 上場時間 | 投篮命中率 | 罰球命中率 | 三分球命中率 | 篮板 | 助攻 | 抄截 | 阻攻 | 得分 |
| ------- | -------------- | -------- | -------- | -------- | ---------- | ---------- | ------------ | ---- | ---- | ---- | ---- | ---- |
| 2005–06 | 北卡羅來納大學 | 31       | 0        | 15.3     | 43.3       | 79.2       | 35.5         | 3.7  | 1.1  | 0.7  | 1.0  | 7.5  |
| 2006–07 | 北卡羅來納大學 | 37       | 0        | 13.6     | 41.1       | 84.8       | 29.6         | 2.8  | 1.1  | 0.6  | 0.7  | 5.2  |
| 2007–08 | 北卡羅來納大學 | 39       | 1        | 22.3     | 46.9       | 87.3       | 37.3         | 4.9  | 2.0  | 1.2  | 1.2  | 11.5 |
| 2008–09 | 北卡羅來納大學 | 38       | 38       | 27.4     | 47.1       | 85.2       | 41.8         | 4.7  | 2.7  | 1.8  | 1.3  | 13.1 |
| 生涯    |                | 145      | 39       | 19.9     | 45.5       | 84.5       | 37.5         | 4.1  | 1.8  | 1.1  | 1.1  | 9.4  |

## 職業生涯

### 克里夫蘭騎士（2009−2010）
格林在2009年NBA選秀大會中於第二輪第四十六順位被克里夫蘭騎士選中，但他的新秀賽季只為騎士隊打了20場比賽，後來格林在第二年被球團釋出。

### 聖安東尼奧馬刺（2010−2018）
格林在2010年11月17日投靠聖安東尼奧馬刺，但最初也不是一帆風順。馬刺隊在兩場比賽後放棄了他。2011年1月，格林被NBA發展聯盟的雷諾大角羊簽下。在代表大角羊上場的16場比賽中，格林場均能攻下20分和7.5籃板。馬刺隊於2011年3月再次簽下格林，並於4月2日將他下放至馬刺在發展聯盟的附屬球隊－奧斯汀公牛，接著於4月3日重新召回他。
在2011年因勞資糾紛而進行封館期間，格林與奧林匹亞聯盟籃球俱樂部簽下了一份為期一年的合約。當封館結束後，格林重新返回馬刺隊。他在66場比賽中擔任先發38場，場均能得到9.1分。當馬努·吉諾比利返回輪換陣容中擔任第六人後，格林被總教練格雷格·波波維奇提拔為馬刺的先發得分後衛，其突破性的表現使他在NBA最佳進步球員獎的投票中獲得第九名。
2012年7月10日，馬刺和丹尼·格林達成續約協議。雙方簽下一份為期三年1128萬美元的合約。在本賽季的第一場對上紐奧良黃蜂的比賽中，格林得到9分，並送出了2次阻攻。2012年11月1日，他在馬刺擊敗奧克拉荷馬雷霆的比賽中攻下13分。接著在11月3日，丹尼·格林攻下21分，幫助馬刺以110−100擊敗猶他爵士。2012年12月29日，在馬刺以122−116戰勝休士頓火箭的比賽中，丹尼·格林三分球7投5中，得到17分以及5籃板。

#### 3D球員先行者
靠著精準的三分投射，格林成為馬刺不可或缺的奪冠拼圖。在2013年NBA總決賽的第二場比賽中，格林在場上繳出完美表現，其中三分球5投全中，幫助馬刺以103−84擊敗邁阿密熱火。而在總決賽的第三場比賽中，全場15中9，其中三分球9投中7，得到全場最高的27分，幫助馬刺以113−77大勝熱火。在6月17日總決賽的第五場，格林又投進了6顆三分球，這讓他以25顆三分球打破了雷·艾倫在2008年NBA總決賽創下的投中22顆三分球的紀錄。格林五場比賽三分球38投25中，命中率高達65.8%，而艾倫在2008年創下的三分球數紀錄時命中率是52.4%（42投22中）。6月20日，在搶七大戰中，格林僅得5分，雖然刷新了總決賽的三分球記錄（26顆），但是馬刺仍輸給了熱火，與總冠軍失之交臂。其總決賽的三分球記錄後來於2016年由史蒂芬·柯瑞打破。
2014年4月11日，格林在馬刺以112−104擊敗鳳凰城太陽的比賽中攻下職業生涯新高的33分。2014年6月16日，馬刺主場104−87戰勝熱火，以4−1擊敗熱火奪得2014年NBA總冠軍，而他也成為北卡羅來納大學教堂山分校柏油腳跟隊自詹姆士·沃錫和麥可·喬丹之後，第三位同時獲得NCAA總冠軍和NBA總冠軍的隊員。
2014年12月18日，馬刺主場歷經三度延長賽仍敗於曼菲斯灰熊，格林上場52分鐘，得到全隊最高的25分，另有7籃板、3助攻以及5阻攻，刷新了個人單場阻攻紀錄。
2015年7月14日，格林與馬刺重新簽約，簽署了一份為期四年4500萬美元的合約。2016年1月6日，格林在馬刺主場對上猶他爵士的比賽中投中兩顆三分球，職業生涯三分球命中總數達到662顆，超越布魯斯·包溫的661顆，位列馬刺隊史第二。2016年11月26日，馬刺客場109−103擊敗波士頓塞爾提克，格林全場得到11分、7籃板和4阻攻，其中三分球4投3中，職業生涯第六次單場至少送出4次阻攻，同時還能至少命中3顆三分球，排名聯盟歷史第四位。
2017年2月14日，馬刺客場以110−106擊敗印第安納溜馬，格林拿下12分、6籃板和1阻攻（三分球5投2中），在本賽季達成投進91顆三分球，寫下連續六季投進90顆三分球的紀錄，成為馬刺隊史第一人。2017年12月29日，馬刺在主場AT&T中心以119−107戰勝紐約尼克，格林完成個人職業生涯第500場例行賽比賽，其中贏下了371場，這一數據排在聯盟歷史第五位。此戰格林得到15分，其中三分球8投5中，職業生涯第35次單場投中至少5顆三分，位列馬刺隊史第一位。

### 多倫多暴龍（2018−2019）
2018年7月18日，格林與隊友科懷·雷納德被交易到多倫多暴龍，以換取德瑪爾·德羅展、雅各·伯爾特和一個受保護的2019年首輪選秀權。格林幫助猛龍隊進入了2019年NBA總決賽，在總決賽他們以4-2擊敗了金州勇士，並于该赛季赢得NBA总冠军。

### 洛杉磯湖人（2019−2020）
2019年7月6日，格林和洛杉磯湖人簽下了一筆兩年3000萬美金的合約。
2019年11月18日，湖人和亞特蘭大老鷹的比賽，第二節最後二十秒雷霸龍·詹姆斯出手外圍三分球失手，格林趁著球觸框彈起時由外線衝進籃下，起跳單手將球灌入籃框，贏得詹姆斯、板凳席、教練團與全場觀眾，包括在場邊觀賽的科比·布萊恩特的歡呼與掌聲，賽後格林也在個人推特發文表示自己因為這一球遭到聯盟的突襲藥檢。
由於COVID-19大流行使賽季暫停了四個月，格林為湖人在縮短的賽季中成為西部聯盟的頭號種子做出了貢獻。湖人進入了2020年NBA總決賽，在總決賽他們以4-2擊敗邁阿密熱火，贏得了2020年NBA總冠軍。繼約翰·薩利和羅伯特·霍里之後，格林和隊友勒布朗·詹姆斯成為聯盟歷史上第三和第四位在三支不同球隊贏得總冠軍的球員。

### 费城76人（2020−2022）
2020年休賽季，湖人將格林交易至奧克拉荷馬城雷霆，換取控球後衛丹尼斯·施洛德，隨後雷霆再將格林輾轉送至七六人。2021年8月4日，以2年2000萬美金續留七六人。

### 孟菲斯灰熊（2022−2023）
2022年休赛季，76人队将格林和首轮23号签交易至灰熊，从灰熊换来了球员德安东尼·梅尔顿。为达成交易，76人队将格林在2022-2023赛季价值1000万美元的合同将转为全额保障。

### 克利夫蘭騎士（2023）
2023年2月9日，格林在涉及洛杉磯快艇的三隊交易中被交易到休士頓火箭。三天後，他和火箭隊同意合約買斷，隨後他被裁掉。
2023年2月15日，格林與克利夫蘭騎士簽約。

### 费城76人（2023）
2023年9月13日，格林與費城76人隊簽約。11月1日，他被76人隊放棄。
2024年10月10日，格林宣布退出職業籃壇。

## 職業生涯數據

### NBA例行賽數據統計
| 賽季     | 球隊     | GP  | GS  | MPG  | FG%  | 3P%  | FT%  | RPG | APG | SPG | BPG | PPG  |
| -------- | -------- | --- | --- | ---- | ---- | ---- | ---- | --- | --- | --- | --- | ---- |
| 2009–10  | CLE      | 20  | 0   | 5.8  | .385 | .273 | .667 | .9  | .3  | .3  | .2  | 2.0  |
| 2010–11  | SAS      | 8   | 0   | 11.5 | .486 | .368 | —    | 1.9 | .3  | .3  | .1  | 5.1  |
| 2011–12  | SAS      | 66* | 38  | 23.1 | .442 | .436 | .790 | 3.5 | 1.3 | .9  | .7  | 9.1  |
| 2012–13  | SAS      | 80  | 80  | 27.5 | .448 | .429 | .848 | 3.1 | 1.8 | 1.2 | .7  | 10.5 |
| 2013–14† | SAS      | 68  | 59  | 24.3 | .432 | .415 | .794 | 3.4 | 1.5 | 1.0 | .9  | 9.1  |
| 2014–15  | SAS      | 81  | 80  | 28.5 | .436 | .418 | .874 | 4.2 | 2.0 | 1.2 | 1.1 | 11.7 |
| 2015–16  | SAS      | 79  | 79  | 26.1 | .376 | .332 | .739 | 3.8 | 1.8 | 1.0 | .8  | 7.2  |
| 2016–17  | SAS      | 68  | 68  | 26.6 | .392 | .379 | .844 | 3.3 | 1.8 | 1.0 | .9  | 7.3  |
| 2017–18  | SAS      | 70  | 60  | 25.6 | .387 | .363 | .769 | 3.6 | 1.6 | .9  | 1.1 | 8.6  |
| 2018–19† | TOR      | 80  | 80  | 27.7 | .465 | .455 | .841 | 4.0 | 1.6 | .9  | .7  | 10.3 |
| 2019–20† | LAL      | 68  | 68  | 24.8 | .416 | .367 | .688 | 3.3 | 1.3 | 1.3 | .5  | 8.0  |
| 2020–21  | PHI      | 69  | 69  | 28.0 | .412 | .405 | .775 | 3.8 | 1.7 | 1.3 | .8  | 9.5  |
| 2021–22  | PHI      | 62  | 28  | 21.8 | .394 | .380 | .786 | 2.5 | 1.0 | 1.0 | .6  | 5.9  |
| 2022–23  | MEM      | 3   | 0   | 14.3 | .273 | .375 | —    | 1.3 | .7  | .3  | .0  | 3.0  |
| 職業生涯 | 職業生涯 | 822 | 709 | 25.3 | .421 | .399 | .804 | 3.4 | 1.5 | 1.0 | .8  | 8.7  |

### NBA季後賽數據統計
| 賽季     | 球隊     | GP  | GS  | MPG  | FG%  | 3P%  | FT%  | RPG | APG | SPG | BPG | PPG  |
| -------- | -------- | --- | --- | ---- | ---- | ---- | ---- | --- | --- | --- | --- | ---- |
| 2011     | SAS      | 4   | 0   | 1.8  | .333 | .250 | —    | .3  | .5  | .3  | .3  | 1.3  |
| 2012     | SAS      | 14  | 12  | 20.6 | .418 | .345 | .700 | 3.2 | 1.1 | .5  | .7  | 7.4  |
| 2013     | SAS      | 21  | 21  | 31.9 | .446 | .482 | .800 | 4.1 | 1.5 | 1.0 | 1.1 | 11.1 |
| 2014†    | SAS      | 23* | 23* | 23.0 | .491 | .475 | .818 | 3.0 | .9  | 1.4 | .7  | 9.3  |
| 2015     | SAS      | 7   | 7   | 29.1 | .344 | .300 | .667 | 3.1 | 2.1 | 1.0 | 1.0 | 8.3  |
| 2016     | SAS      | 10  | 10  | 26.7 | .462 | .500 | .667 | 3.1 | .7  | 2.1 | .8  | 8.6  |
| 2017     | SAS      | 16  | 16  | 27.2 | .405 | .342 | .571 | 3.6 | 1.4 | .6  | .9  | 7.8  |
| 2018     | SAS      | 5   | 5   | 20.6 | .267 | .250 | —    | 2.2 | .2  | .2  | .8  | 4.2  |
| 2019†    | TOR      | 24* | 24* | 28.5 | .342 | .328 | .913 | 3.6 | 1.1 | 1.3 | .5  | 6.9  |
| 2020†    | LAL      | 21* | 21* | 25.0 | .347 | .339 | .667 | 3.1 | 1.2 | 1.0 | .8  | 8.0  |
| 2021     | PHI      | 8   | 8   | 24.9 | .438 | .378 | —    | 2.6 | 2.6 | 1.1 | 1.0 | 7.0  |
| 2022     | PHI      | 12  | 12  | 26.6 | .404 | .408 | .000 | 3.1 | .8  | 1.0 | .3  | 8.6  |
| 職業生涯 | 職業生涯 | 165 | 159 | 25.6 | .405 | .389 | .745 | 3.2 | 1.2 | 1.1 | .8  | 8.1  |

## 記錄
在2012-13球季總決賽中，格林於前六場比賽中命中了25記三分球，打破對手熱火隊球員雷·艾倫於2008年總決賽22記三分的紀錄。然而，馬刺隊於總決賽第七戰仍敗給熱火隊，無緣總冠軍。格林最終在總冠軍賽共命中了27記三分球，此紀錄於2016年被史蒂芬·柯瑞所打破。
格林在NBA2016-17賽季，首次入選NBA最佳防守陣容年度第二隊，而雷納德則入選年度第一隊，這是馬刺繼2014-15賽季再有兩位選手入選。
2017年10月24日馬刺以101比97擊退暴龍，格林創下隊史新紀錄，獲得十七分﹝3分球8投中3﹞、8籃板、5阻攻，隊史首位達成此紀錄的後衛。

## 另見
- NBA季後賽三分得分榜（英语：List of National Basketball Association career playoff 3-point scoring leaders）

## 外部連結
- 丹尼·格林在NBA官網（英语）
- 丹尼·格林在NBA G聯盟官網（英语）
- 丹尼·格林在歐洲籃球聯賽官網（英语）
- 丹尼·格林在Basketball-Reference.com（NBA）（英语）
- 丹尼·格林在Basketball-Reference.com（NBA G聯盟）（英语）
- 丹尼·格林在Basketball-Reference.com（國際）（英语）
- 丹尼·格林在Sports-Reference.com（NCAA）（英语）
- 丹尼·格林在ESPN（NBA）（英语）
- 丹尼·格林在Eurobasket.com（球員）（英语）
- 丹尼·格林在Proballers（英语）
- 丹尼·格林在RealGM（英语）